# MINMI
MINMI(민미, 1974년 12월 8일 - )는 일본 오사카부 출신의 여성 가수, 싱어송라이터다. 유니버설 뮤직 산하 마스터 뷰 소속. 남편은 쇼난노카제의 와카단나.

## 음반 목록

### 싱글
- The Perfect Vision (2002년 8월 21일)
- T.T.T. (2002년 12월 4일)
- Another World (2003년 9월 17일)
- 사랑의 열매 (アイの実) (2004년 3월 31일)
- Are yu ready (2004년 12월 8일)
- SUMMER TIME (サマータイム!!) (2005년 7월 6일)
- 니시아자부 전설 (西麻布伝説) (2006년 2월 22일)
- I Love You Baby (2006년 7월 12일)
- Shanana☆ (シャナナ☆) (2007년 7월 18일)
- 아베마리아 (アベマリア) (2009년 6월 17일)
- 내일 만약 그대가 없다면... (アシタもしもキミがいない…) (2009년 11월 11일)
- Hibiscus (イビスカス) (2010년 5월 26일)
- 꽃이 핀다 feat. VERBAL (パッと花咲く) (2010년 9월 8일)

### 앨범
- Miracle (2003년 3월 19일)
- imagine (2004년 6월 30일)
- Natural (2006년 3월 29일)
- MOTHER (2010년 7월 7일)

### 참가 작품
- 쇼난노카제 《쇼난노카제~Real Riders~》 (2003년 7월 30일)
  - 13. CRY feat.MINMI
- VADER 《V-XL(Five-Extra Large)》 (2004년 6월 2일)
  - 5. THE ROCK CITY(feat.MINMI)
- Home Grown 《Time Is Reggae》 (2004년 8월 4일)
  - 13. Set Mi Free,Let Mi Be feat.MINMI & Boxer Kid from Mighty Jam Rock
- 쇼난노카제 《쇼난노카제~러거퍼레이드~》 (2004년 8월 18일)
  - 8. MY WAY feat.MINMI
- SAL the soul 《Urban Soul Odyssey》 (2004년 11월 25일)
  - 3. Keep On Steppin'feat.MINMI
- 10-FEET 《6-feat》 (2006년 4월 19일)
  - 4. CHERRY BLOSSOM feat.MINMI
- 쇼난노카제 《쇼난노카제~Riders High~》 (2006년 8월 30일)
  - 9. Happy Today feat.MINMI
- KENTY-GROSS 《Good Time Yu Know》 (2006년 10월 18일)
  - 3. ROCK CITY 3 feat.MINMI
  - 11. 진주의 눈물 (真珠ノ涙 feat.MINMI)
- m-flo 《COSMICOLOR》 (2007년 3월 28일)
  - 15. Lotta Love (m-flo loves MINMI)
- INFINITY16 welcomez MINMI, 10-FEET 《한여름의 오리온》 (2007년 8월 29일)
  - 1. 한여름의 오리온 (真夏のオリオン)
- 테루테루babys 《기적》 (2007년 11월 28일)
  - 1. 기적 (キセキ)
  - 2. 기적 ~instrumental~
- 니시노 카나 《to LOVE》 (2010년 6월 23일)
  - 3. Summer Girl feat.MINMI